# پادیاتالاوا
پادیاتالاوا (به لاتین: Padiyathalawa) یک منطقهٔ مسکونی در سری‌لانکا است که در ناحیه امپرا واقع شده‌است.